# Mary Elizabeth Bernardes de Oliveira
Mary Elizabeth Bernardes de Oliveira (Mogi-Mirim, 18 de dezembro de 1945) é uma geóloga e paleobotânica brasileira, formada pela Universidade de São Paulo, uma das grandes autoridades mundiais em Paleobotânica. Especialista em flora neopaleozoica da Bacia do Paraná, com ênfase em Flora de Glossopteris. Estuda principalmente as correlações florísticas entre Brasil e Índia. Tem ampla experiência em floras eocretáceas, paleógenas e neógenas.

## Biografia
Nascida em Mogi-Mirim, interior do estado de São Paulo, mudou-se para São Paulo em 1964, ao ingressar na Faculdade de Filosofia, Ciências e Letras da Universidade de São Paulo para cursar Geologia, graduando-se em 1967. Iniciou seus estudos de pós-graduação em geologia com o Prof. Dr. Josué Camargo Mendes em 1968, com opção em Paleontologia Estratigráfica, obtendo o título de mestre em 1969.
Iniciou o doutorado com o mesmo orientador em 1972, estudando a Formação Rio Bonito, perto de Criciúma, onde identificou vários taxa antes desconhecidos para a região.
Entre 1973 e 1974, fez especialização em estudos paleobotânicos pela Universite Paris VI, em Paris, sob orientação do professor Édouard Boureau, com ênfase na Flora de Glossopteris da Formação Rio Bonito. Em 1990, fez pós-doutorado na Universidade Pierre e Marie Curie, na França.

## Pesquisas
Como professora do Instituto de Geociências, da Universidade de São Paulo, de 1968 a 1996, ministrou disciplinas na graduação em geologia, como Geologia Histórica e Paleontologia Geral. Aposentou-se da instituição em 1996, mantendo vínculo com a universidade como professora visitante no nível de pós-graduação, com estudos concentrados em paleobotânica, evolução de bacias sedimentares, evolução vegetal e sua correlação com a deriva continental, e vegetais fósseis na bioestratigrafia.
Coordena projetos de cooperação científica com o Instituto de Paleociências Birbal Sahni, em Lucknow, Índia.
Possui 68 artigos publicados em periódicos e 163 resumos publicados em anais de congressos.